# Звьоздний (Чегемський район)
Звьоздний (рос. Звёздный) — селище у Чегемському районі Кабардино-Балкарії Російської Федерації.
Орган місцевого самоврядування — сільське поселення селище Звездний. Населення становить 1789 осіб.

## Історія
Згідно із законом від 27 лютого 2005 року органом місцевого самоврядування є сільське поселення селище Звездний.

## Населення
| 2002  | 2010  | 2012  | 2013  | 2014  | 2015  | 2016  |
| ----- | ----- | ----- | ----- | ----- | ----- | ----- |
| 1678  | ↗1789 | ↘1727 | ↘1605 | ↘1517 | ↘1470 | ↘1426 |
| 2017  | 2018  | 2019  | 2020  |       |       |       |
| ↘1402 | ↘1386 | ↘1371 | ↘1345 |       |       |       |